# Тобиас Михаел Карел Асер
 Тобиас Михаел Карел Асер (на нидерландски: Tobias Michael Carel Asser) е нидерландски учен, юрист, политик и дипломат от еврейски произход.
Съосновател през 1873 г. на Института по международно право и на Постоянния арбитражен съд (предшественик на международния съд) в Хага, организатор и председател на конференции по международно право в Хага (1893, 1894, 1900, 1904). Удостоен е, заедно с Алфред Херман Фрид, с Нобелова награда за мир за 1911 г.

## Произход и образование (1838 – 1862)
Роден е на 28 април 1838 година в Амстердам, Нидерландия, единствен син от трите деца в семейството на Карл Даниел Асер и Розета-Анри Годфроа-Асер. Родителите му са със стар еврейски произход. Баща му и дядо му по бащина линия са юристи, а чичо му е министър на правосъдието.
Като студент Асер дава големи надежди. Явява се на много конкурси, като през 1857 побеждава представяйки разработка за стойността като икономическо понятие. Асер решава да последва семейната традиция и записва право в Амстердамския университет. След като през 1860 г. става доктор по право е поканен в Международната комисия по свободата на плаването по Рейн, благодарение на което придобива първия си опит в международното право.

## Следващи години (1862 – 1913)

### Преподавателска и научна дейност
След кратка частна практика през 1862 г. Асер заема длъжността професор по международно и търговско право в Амстердамския университет. Многобройните произведения на 24-годишния професор скоро му донасят широка известност в юридическите кръгове. Заедно с други двама юриста, Гюстав Ролен-Жакмен и Джон Уестлейк, през 1869 г. Асер основава „Списание за международно право и сравнително законодателство“. Като едно от първите подобни издания, списанието бързо си спечелва популярност благодарение на високото равнище на статиите, много от които са написани от Асер.
След четири години Асер и Ролен-Жакмен, заедно с други видни юристи, основават Институт за международно право в Гент (Белгия). В продължение на няколко години институтът разработва международни закони за гражданските права, предаването на престъпниците и някои други. Набелязани са основите на международното съдопроизводство, обсъждат се въпросите за водене на военни действия, по-специално – въпросът за неутралните зони по време на война.

### Дипломатическа дейност
Продължавайки преподавателската и научната си дейност, от 1875 г. Асер е съветник на министъра на външните работи. Това е първият му държавен пост. Владеещ немски, френски и английски език, той допринася много при воденето на преговори, участва при подготовката на почти всички международни договори, подписани от нидерландското правителство през следващите тридесет и осем години. Една от най-успешните му мисии е по време на международната конференция през 1888 г. в Константинопол (днес Истанбул), където се обсъжда неутралитета на Суецкия канал. В хода на преговорите Асер убеждава делегатите да включат в състава на комисията за Суецкия канал представители на Испания и Нидерландия, подготвяйки по такъв начин участието в администрацията на малките европейски държави. През октомври Конвенцията за Суецкия канал е подписана, в нея се казва, че фарватерът на канала „трябва да бъде свободен постоянно, открит и във военно, и в мирно време“ за съдовете от всички страни.
Асер напуска Амстердамския университет през 1893 г., когато е поканен в Държавния съвет, централния административен орган на Нидерландия. Не е малка заслугата му за организирането на четирите конференции по международно право в Хага (1893, 1894, 1900 и 1904 г.), чийто председател е. По време на първите две конференции делегатите разработват единна международна процедура за гражданските процеси. По време на другите две е приет международният кодекс за семейното право, където се разглеждат въпроси, свързани с брака, развода и грижата за непълнолетните.
Като ръководител на нидерландската делегация по време на Хагските конференции през 1899 и 1907 г. Асер издига принципа за задължителен арбитраж като алтернатива на въоръжения конфликт. По време на първата конференция той подкрепя плана за организиране на Международен арбитражен съд в Хага, чийто член става през 1900 г. След две години съдът приема за изслушване първото дело – спора между САЩ и Мексико за религиозния фонд. Фондът е организиран от мексикански католици през ХVІІІ век за подкрепа на католическата църква в Калифорния, която е част от Испанската империя. След загубата на Калифорния по време на Мексикано-американската война Мексико отказва да плаща на местното католическо духовенство. Асер и другите хагски арбитри вземат решение в полза на калифорнийските църкви. При друг важен процес се разглежда спорът между САЩ и Русия за риболовното право в Беринговия пролив. През 1904 г. Асер заема поста на държавен министър.

## Смърт (1913)
Умира на 29 юли 1913 г. в Хага, скоро след като е избран за почетен президент на Института за международно право.

## Семейство
През 1867 г. Асер се жени за братовчедка си Йохана Ернестина Асер, от която има трима синове и една дъщеря.

## Признание
Заслугите на Асер са оценени високо в научния свят. Присъдени са му почетни степени на университетите в Кеймбридж, Единбург, Берлин и Болоня. Той е автор на много образцови произведения по международно право и нидерландско търговско право.

## Избрани трудове
- Das internationale Privatrecht. Weidmann, Berlin 1880
- La Convention de la Haye du 14 novembre 1896. Bohn, Harlem 1901
- Legal Aspects of Regulatory Treatment of Banks in Distress. Renouf Pub, 2001, ISBN 1-55775-972-3